# 룸 술탄국
룸 술탄국은 튀르크계 왕조 국가로 11세기 말부터 1308년까지 아나톨리아 대부분을 지배했다. 본래 수도는 니케아였지만, 1097년 제1차 십자군에게 니케아를 수복한 뒤로는 이코니온에 수도를 두었다. 12세기 후반 클르츠 아르슬란 2세 치하에서 세력이 크게 신장되어 소아시아에서 무슬림 튀르크계의 지도적 위치를 확립했다. 13세기 전반에는 케이휘스레브 1세, 케이케부스 1세, 케이쿠바드 1세의 치세기는 룸 셀주크 왕조의 최대 전성기였다. 그러나 케이휘스레브 2세의 치세에 몽골의 침공으로 받았으나 다시 이겨냈고 이후 14세기에 소멸하였다.
룸 술탄국 치하에서 소아시아는 이슬람화와 튀르크화의 과정을 겪었다. 룸 셀주크를 방문한 생캉탱의 시몬이 이 나라를 튀르키예라 부른 것이 이 점을 잘 보여준다. 이 기록은 튀르키예란 용어가 사용된 가장 초기의 용례에 속한다. 이는 본래 그리스와 아르메니아계 주민이 대다수를 차지하던 동로마 제국의 소아시아가 무슬림과 튀르크적 요소를 다수 함유한 아나톨리아로 변화하고 있음을 알려주는 바이다.
사료들에서는 룸 셀주크(아랍어: السلاجقة الروم 알셀라지카 알룸[*], 페르시아어: سلجوقیان روم 살주키여네 룸)라 기록되었다. 1246년 경 이 지역을 방문한 생캉탱의 시몬은 룸 셀주크를 튀르키예(라틴어: Turquie regnum)라고 칭했다. 현대 튀르키예에서는 아나톨리아 셀주크(튀르키예어: Anadolu Selçukluları 아나돌루 셀추클룰라르[*]) 또는 튀르키예 셀주크(튀르키예어: Türkiye Selçukluları 튀르키예 셀추클룰라르[*])라고도 부른다.

## 역사
룸 셀주크의 역사는 크게 세 단계로 구분할 수 있다. 첫번째는 건국기로, 12세기 후반까지의 기간이다. 이 시기는 기록이 거의 남아있지 않으나, 끝날 무렵 룸 셀주크 국가는 소아시아의 무슬림 국가들 가운데 가장 강력했다. 두번째 시기는 12세기 후반에서 1237년까지의 기간으로, 전성기라 부를 수 있다. 이 시기 룸 셀주크는 중동에서 가장 부유하고 강력한 국가였다. 마지막 단계는 쇠락기로, 14세기 초반까지의 기간이다. 이 시기 소아시아는 차츰 이란의 일칸국의 한 지역으로 간주되었다.
만지케르트 전투 이후 다수의 튀르크멘 집단이 소아시아로 진입했다. 그 가운데 가장 눈에 띄는 것은 쿠탈므쉬의 아들 쉴레이만였다. 그의 아버지 쿠탈므쉬의 실패한 반란 이후, 그는 소아시아에서 권토중래를 노렸다. 1081년 니케아를 동로마 제국에서 얻어낸 쉴레이만은 그 곳에 수도를 세웠다.

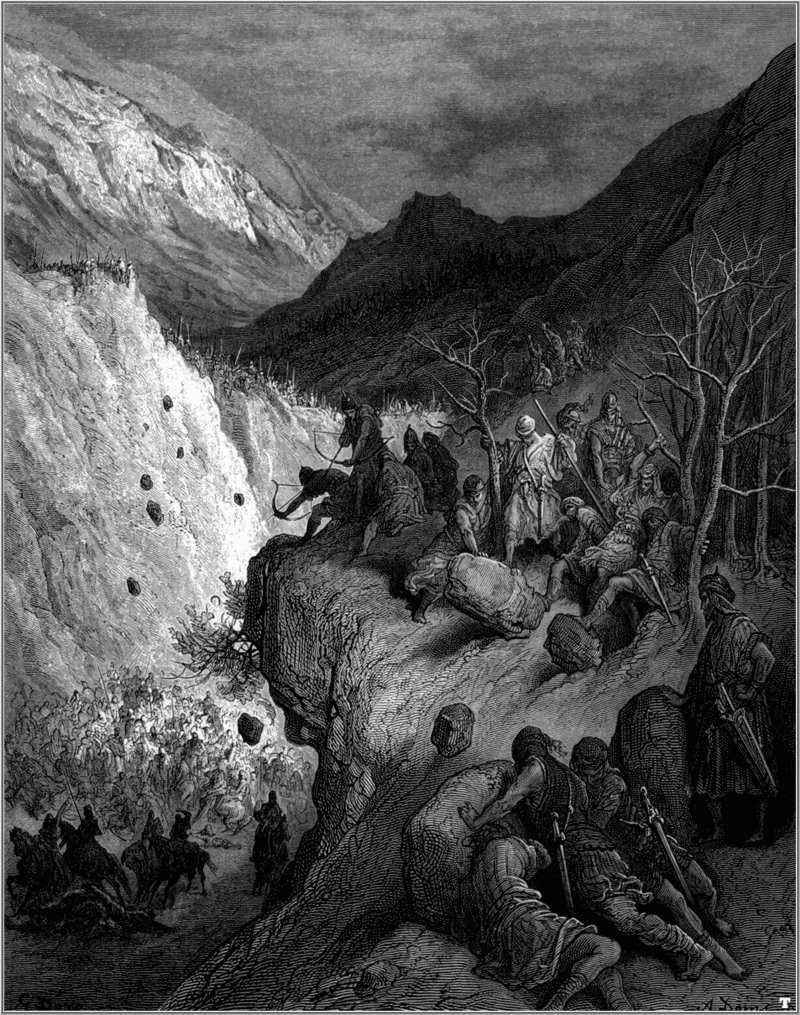
미리오케팔론에 매복한 투르크군. 구스타브 도레 작.

그러나 룸 셀주크 국가가 소아시아에 뿌리를 내리는 일은 결코 쉽지 않았다. 룸 셀주크 왕국은 서쪽에서는 비잔티움과 싸워야했고, 동쪽에서는 소아시아 중부와 서부를 장악한 다니슈멘드와 싸워야 했다. 클르츠 아르슬란 1세의 치세(재위: 1092년 ~ 1107년)은 그 전형적인 사례이다. 그는 비잔티움, 다니슈멘드, 십자군과 차례로 싸웠다. 결국 1096년에 십자군에 패배한 클르츠 아르슬란은 니케아를 포기하고 동쪽으로 후퇴했다. 1106년에 클르츠 아르슬란은 다니슈멘드조에게서 말라트야를 빼앗고 그 이듬해에는 모술을 점령하였으나, 결국 에미르 차불에게 패배하고 하부르 강에서 익사하는 최후를 맞이했다. 클르츠 아르슬란의 아들 메수드 1세(재위: 1116년 ~ 1156년은 십자군에게서 이코니온을 빼앗고 그곳에 수도를 세웠다. 그의 후계자 클르츠 아르슬란 2세(재위: 1156년 ~ 1192년) 역시 십자군에 대항하였고, 1176년에는 동로마 제국에게는 미리오케팔론 전투를 통해 참패를 안겨줬다. 이 전투를 통해 튀르크인들은 소아시아에 정착할 수 있었다. 이 시기 중요한 또 다른 사건은 룸 셀주크 왕국이 1178년에 다니슈멘드 국가를 합병한 일이다. 그리하여 소아시아의 약 3분의 2 가량이 룸 셀주크 왕국에 속하게 되었다. 클르츠 아르슬란 2세는 죽기 전에 옛 튀르크 전통에 따라 왕국을 분할하여 아들들에게 주었다. 제3차 십자군이 소아시아에 출연한 1189년은 이로 인해 룸 셀주크 왕국 전체가 내분으로 쌓여있던 시기였다. 이런 악조건에도 불구하고 룸 셀주크 왕국은 영토를 지켜내는데 성공했다. 결국 이젯딘 케이카부스 1세(재위: 1210년 ~ 1220년)은 다른 형제들을 제압하고 룸 셀주크의 왕좌에 올랐다.

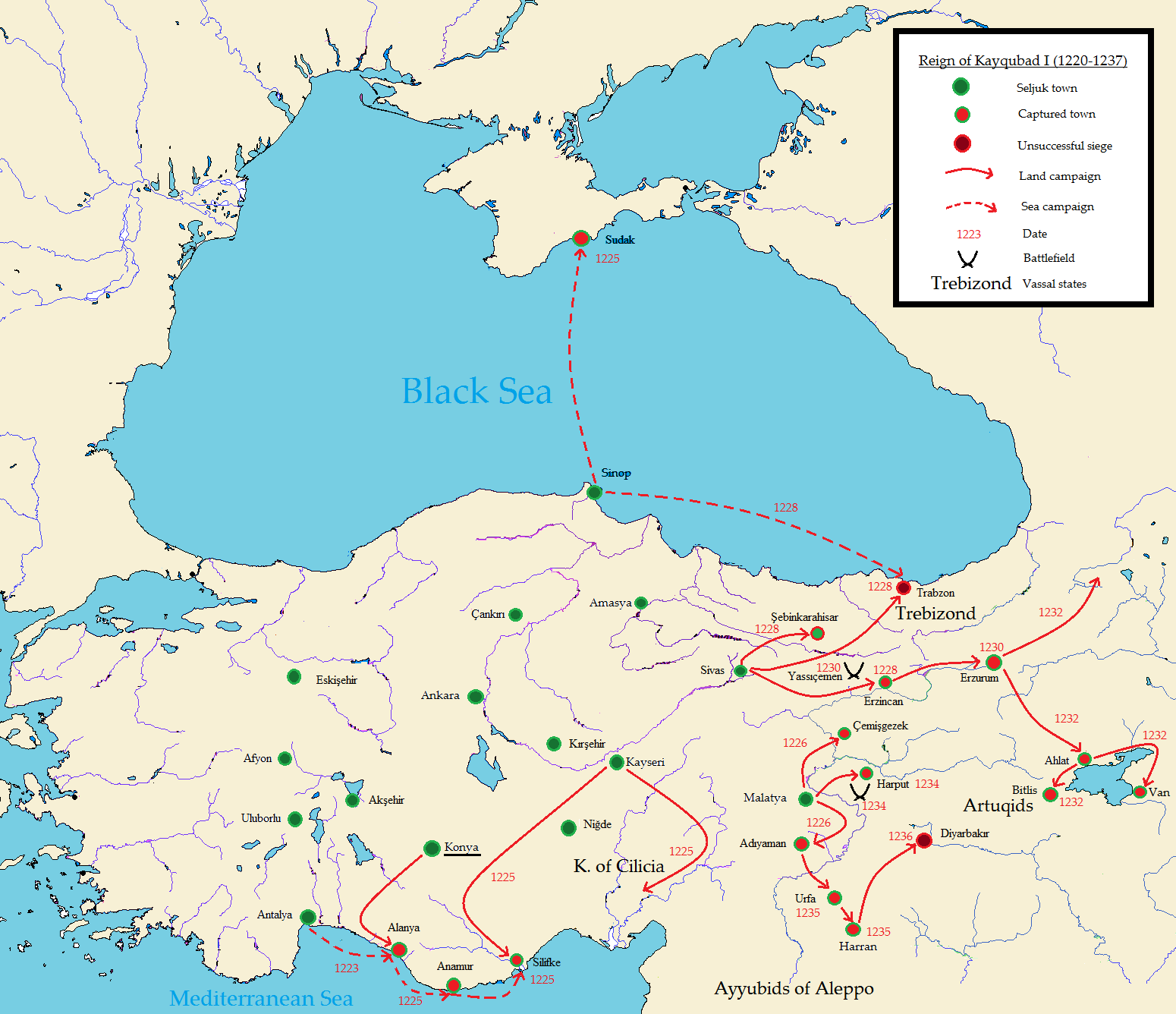
케이쿠바드 1세 시기 룸 셀주크의 확장

이즈엣딘 케이카부스와 그의 형제 알라엣딘 케이쿠바드(재위: 1220년 ~ 1237년)의 치세는 룸 셀주크 국가가 정치 경제적으로 확장한 시기였다. 흑해의 항구 시노프와 지중해의 항구 안탈리아를 정복한 것을 시작으로 룸 셀주크 왕국은 중요한 교역로를 차츰 통제해나가기 시작했다. 국제무역을 통해 얻은 이익을 통해 룸 셀주크 왕국은 번영하기 시작했다. 수피이자 철학자 시합 알딘 알수흐라와르디와 안달루시아 출신의 신비주의자 무히 알딘 이븐 아라비가 소아시아로 온 것이 이때였다.

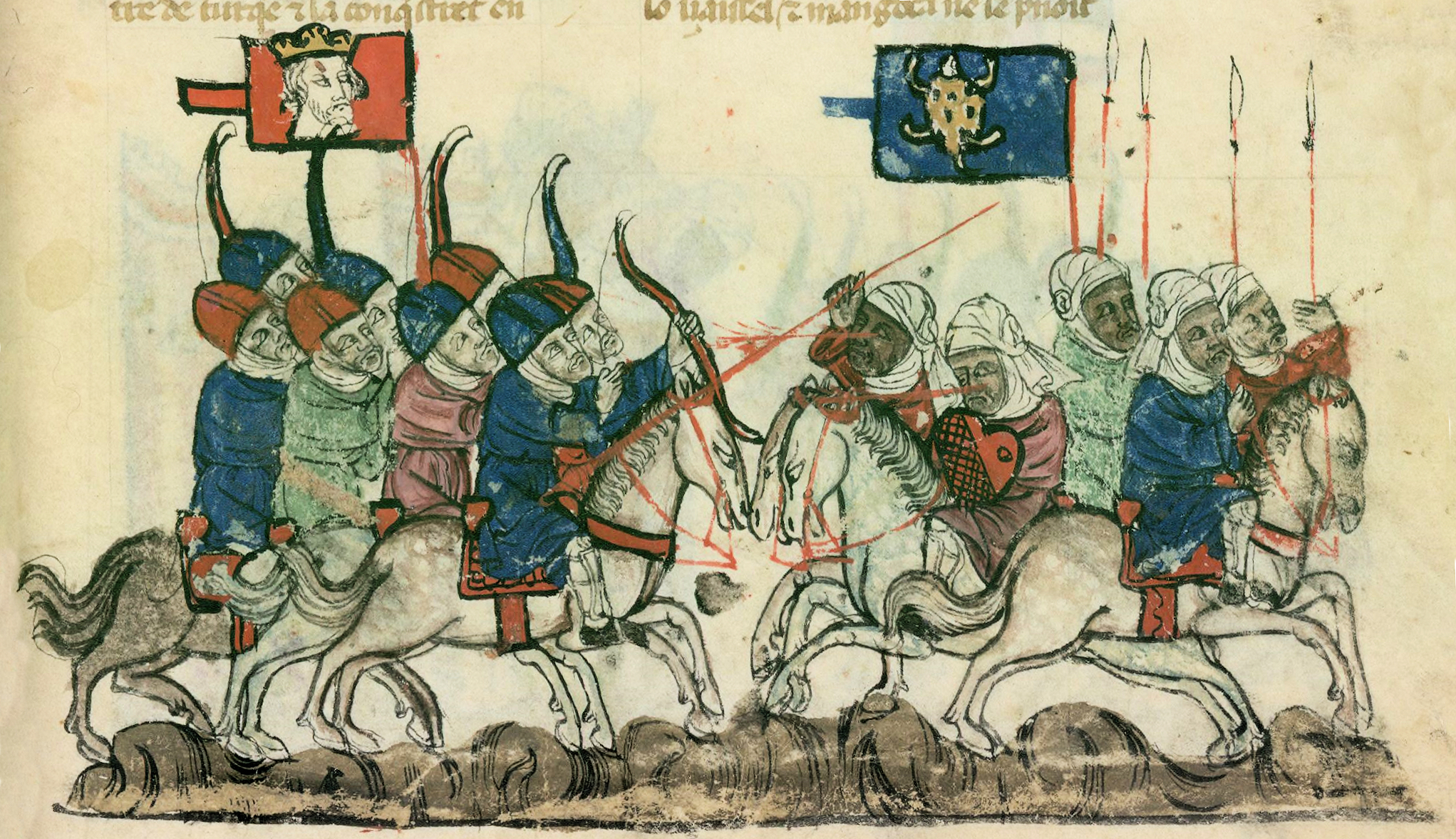
쾨세다그 전투

그러나 전성기는 오래가지 않았다. 전제군주적이고 무능했던 그야스엣딘 케이휘스레브 2세(재위: 1237년 ~ 1243년)의 시대에 룸 셀주크 왕국은 무너지기 시작했다. 1240년에 튀르크멘이 일으킨 바바이 반란의 규모는 어마어마했다. 룸 셀주크 왕국이 이로 인해 약해지자 몽골인들은 반란자들의 지지를 받았고 룸 셀주크는 약화되었다.

1330년대 아나톨리아

1277년 이후 룸 셀주크의 튀르크멘들은 서쪽의 동로마 변경을 침공하여 소규모 국가를 세웠다. 이후 점차 몽골인들을 정복하고 말살하기 시작하였다. 남쪽 해안가에는 안탈리아를 중심으로 한 테케 베이국이 성립했다. 테케의 북방 내륙 지대에는 이스파르타를 중심으로 한 하미드 베이국과 퀴타히야를 수도로 둔 게르미얀 베이국이 생겨났다. 에게 해에 면한 지역에는 멘테셰 베이국이 있었고, 거기서 북쪽으로 가면 티레와 마니사를 각각 수도로 둔 아이든 베이국과 사루한 베이국이 존재했다. 사루한의 북쪽, 다르다넬레스 해안에는 카레시 베이국이 세워졌다. 마지막으로 카레시 베이국의 서북쪽의 옛 동로마 제국령 비티니아에는 오스만 베이국이 생겨났다. 이후 오스만 베이국 등 여러 베이국이 몽골인들을 침략하였고 이후 몽골인들은 말살되어 소멸하였다. 이 오스만 베이국은 후일 오스만 제국으로 진화하게 된다.

## 정치

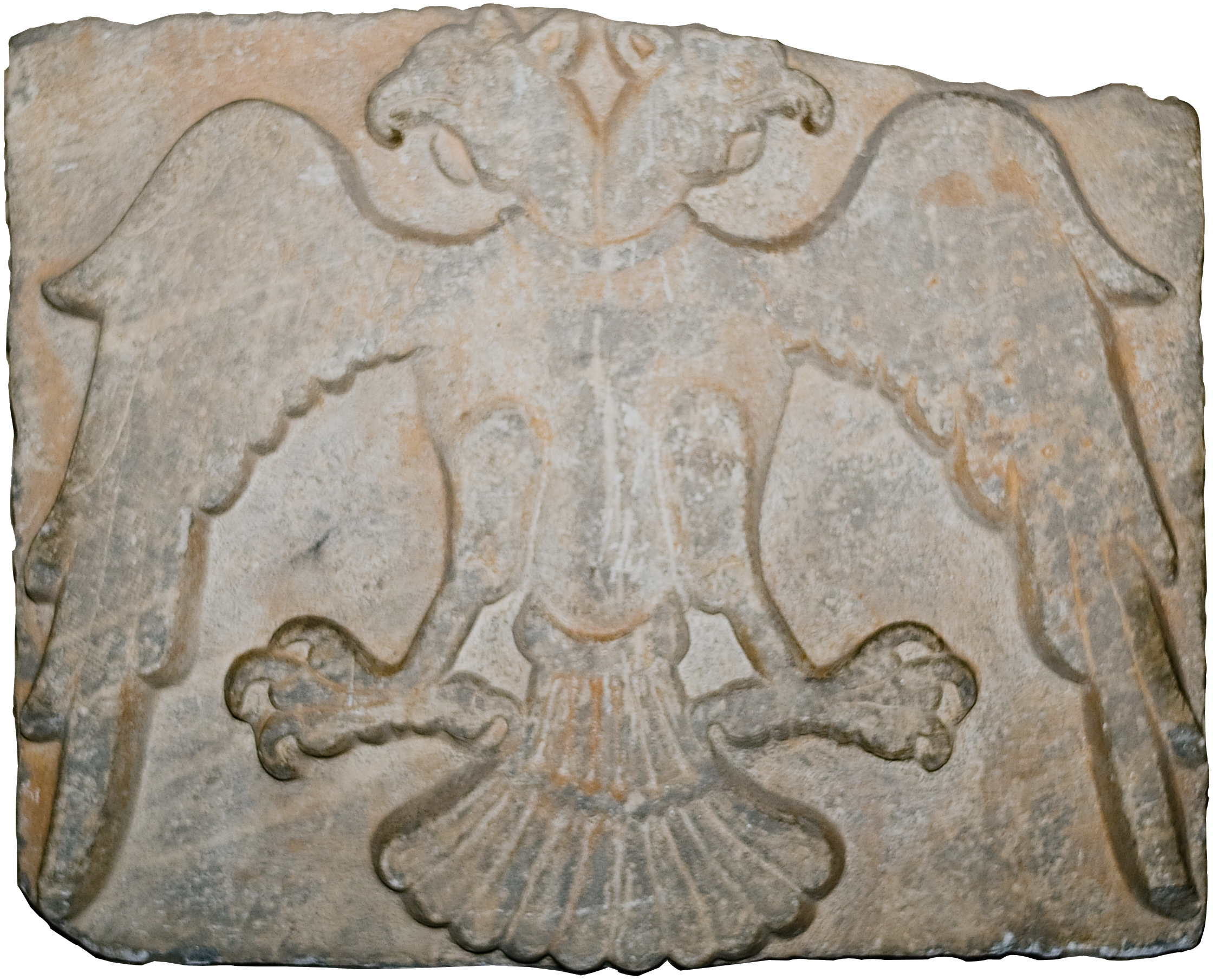
콘야에서 발견된 쌍두 독수리 문양

셀주크인들은 기본적으로 왕권신수설을 신봉하였다. 이는 니잠 알물크의 저서에서도 확인이 된다. 튀르크인의 전통에서도 군주는 텡그리의 대리인으로써 활동함으로, 셀주크인들의 이와 같은 행태는 자연스러운 일이었다. 룸 셀주크 왕국 역시 마찬가지로, 무함마드 이븐 알리 알라벤디, 이븐 비비, 케림 알딘 아크사라이 등 당대의 사가들이 이 사실을 확인해주고 있다.
룸 셀주크의 행정체제는 셀주크 제국의 그것에 비해 덜 발달했었다. 룸 셀주크의 군주들은 동쪽에서 이주한 페르시아계 비서나 관료 개개인에게 의지하는 측면이 컸다. 이외에도 그리스계 관료들이나 아르메니아계 관료들 역시 존재했다. 따라서 전반적으로 페르시아식 관료제를 기반으로 하여 동로마과 튀르크의 영향이 나타났다.

### 셀주크 제국과의 관계
룸 셀주크 왕국의 첫번째 군주 쉴레이만은 셀주크 제국 본가의 입장에서는 역적이었고, 룸 셀주크 초창기 군주들 역시 이란의 셀주크 제국에 대한 야심을 숨기지 않았다. 따라서 양자 사이의 관계는 항시 긴장된 상태였다. 그러나 직접적으로 대항한 흔적 또한 찾기가 어려운데, 동로마 제국이나 시리아의 연대기 작가들이 남긴 기록과는 달리 쉴레이만 1세는 술탄의 칭호를 사용하지 않았기 때문이다. 대신 셀주크 제국이 몰락한 이후에 권좌에 오른 클르츠 아르슬란 2세는 자신이 셀주크 가문의 가주라는 인식을 드러내기 시작했다. 그는 “대한 술탄, 아우구스트, 샤한샤, 아랍인과 페르시아인의 술탄, 국가들의 주인, 세계와 종교의 영광, 이슬람과 무슬림의 기둥, 왕들과 술탄들의 영광, 법의 수호자, 무신론자들과 이교도들의 파괴자, 신앙의 전사들의 후원자, 알라의 나라들의 수호자, 알라의 종들을 보호하시는 분, 룸, 아르메니아, 프랑크, 시리아의 술탄, 아불 파스 클르츠 아르슬란 이븐 마수드 이븐 클르츠 아르슬란, 신자들의 지도자를 도우시는 분”이라고 자칭하였다. 이는 분명히 니샤푸르의 비문에 묘사된 말리크샤 1세의 칭호를 그대로 채용한 것이다. 클르츠 아르슬란 이후의 군주들 역시 이 칭호를 계속 사용하였는데, 이는 명백히 셀주크 제국의 계승자임을 주장한 것이다.

## 경제
소아시아는 풍부한 지하자원과 풍요로운 초원을 지니고 있었다. 여기서 생산된 품목들은 멀리 북유럽까지 수출되었다. 이 거래를 통해 얻은 자산을 이용해 룸 셀주크의 통치자들은 거대한 군대를 유지할 수 있었다. 쾨세다그 전투가 일어난지 고작 3년이 지난 시점에 소아시아를 방문한 생캉탱의 시몬은 룸 셀주크 왕국의 풍요로움과 부에 큰 인상을 받았다. 그는 소아시아에 100개의 도시가 있으며, 은, 동, 철이 끝없이 산출되며, 이곳에서 만드는 직물은 프랑스와 영국까지 수출된다고 기록했다.
룸 셀주크 통치자들은 경제의 중요성을 분명히 인식하고 있었다. 티레의 윌리엄이 남긴 기록에 따르면 클르츠 아르슬란 1세는 “헬레스폰트에서 타르수스까지 모든 지역을 통치한다고 주장했다. 그러면서 그는 각지에 대리인을 파견해서 각종 공물과 세금을 긁어모았다.” 기본적으로 정복 역시 경제적 동기를 품고 있었다. 1207년에 케이휘스레브 1세가 크림 반도의 수닥, 지중해의 주요 항구 도시 안탈리아 등을 정복한 것이 이를 잘 보여준다.

### 토지 제도
룸 셀주크 왕국에서 토지는 대부분 국유지(튀르키예어: miri 미리[*])였다. 이 토지는 세가지 방법으로 분배되었다. 첫번째는 개인에게 자유소유권(튀르키예어: mülk 뮐크[*])을 부여하는 것이고, 두번째는 토지의 세금수취권(튀르키예어: ikta 이크타[*], 아랍어·페르시아어: اقطاع 이크타[*])를 부여하는 것이었다. 마지막 방법은 바크프(튀르키예어: vakıf, 아랍어·페르시아어: وقف 와크프[*])로, 종교적 자선재단에 헌납하는 것이 었다. 이와 같은 제도적 틀은 오스만 시대에도 그대로 이어졌다.

### 농업
소아시아는 농업의 측면에서도 축복받은 땅이었다. 중앙부의 고원지대가 방목에 특화되어 있었던 반면 서부, 남부 그리고 동부는 곡식, 면화, 콩류, 야채, 과일, 쌀, 꿀, 설탕 등을 생산하는데 적합했다. 특히 남부, 에게 해 연안, 카파도키아에서 생산되는 포도의 품질은 유달리 높아서, 이 지역에서 생산된 와인은 외국으로 수출되었다. 12세기 룸 셀주크 통치자들의 금고에서 와인을 수출한 대금도 한 지분을 차지했을 정도였다.
11세기 동로마령 소아시아는 전쟁, 약탈, 기근 그리고 과도한 세금 수취로 인한 농민 이탈로 인해 황폐화되었다. 룸 셀주크 왕국은 이를 극복하기 위해 적극적인 이주 장려 정책을 펼쳤다. 그들은 미개간지에 농민들을 이주시키는 대신 세제상 혜택을 부여하고, 씨앗 등 농사에 짓는데 필요한 일체의 물품을 지원했다. 이와 같은 정책의 가장 좋은 예시는 1198년에 5,000명의 동로마 포로를 필로밀론에 정착시킨 일이다. 이들은 필요한 식량과 씨앗을 지원 받았고, 5년 간의 세금 면제, 그리고 이후 상대적으로 저렴한 세제를 약속받았다. 이와 같은 정책은 동로마 신민들을 크게 매혹했다. 후일 코니아테스는 동로마 신민들이 “그리스 도시와 고향에 남기보다는 야만인들 속에 정착하기를 선호한다”고 한탄했다.

### 광물
아나톨리아의 광물 자원도 풍부했다. 은광산, 철광산, 암연갱, 청금속 광산이 있었다. 소아시아 동북 방면의 카스타모누, 시노프, 삼순, 오스만즉에는 고품질의 구리가 나오는 광산이 있었다. 또 다른 중요한 광물 자원은 백반이었다. 백반은 직물을 염색하는데 쓰이는 재료였다. 5세기 중반 로마 남부에서 백반 광산이 발견되기 전까지는 유럽에서 소아시아가 거의 유일한 산지였다. 소아시아산 백반은 스페인과 잉글랜드까지 팔려갔다. 특히 룸 셀주크 왕국은 제노아의 니콜로 데 산토시로나 베네치아의 베네파티오 데 몰렌디노와 협력하였다.

### 교역

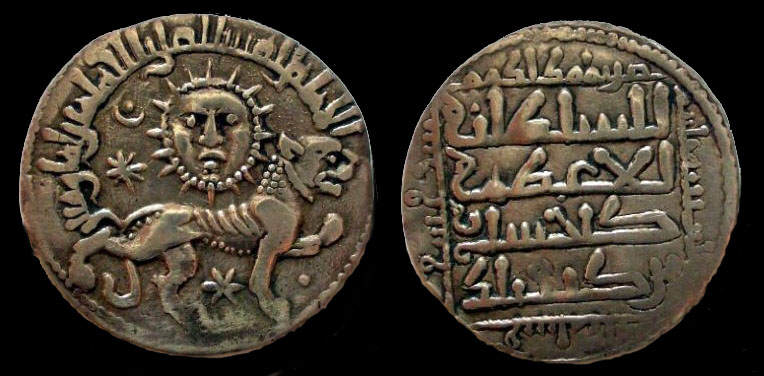
케이휘스라브 2세의 디르함 (시바스, 1240~1241년)

룸 셀주크인들은 농촌 뿐만 아니라 도시의 발달에 대해서도 신경을 썼다. 그 결과 13세기 중반 생캉탱의 시몬은 룸 셀주크 왕국을 방문하여 100개 이상의 도시가 있다며 감탄했다. 이와 같은 도시와 항구는 국내·외와의 교역에 중요한 역할을 담당하거나, 카페트나 의류 등을 생산하는 산업 중심지로 기능했다. 예를 들어 안탈리아는 조선 산업의 중심지였다. 13세기 중반 시르트는 고블릿, 데니즐리와 아크셰히르는 의류, 시바스와 카스타모누는 양모, 에르빌은 린넨 의류, 부르사는 비단 생산으로 유명했다. 이븐 바투타는 아크사라이에서 생산되는 양모 제품이 시리아, 이집트, 이라크, 인도 그리고 중국에서 생산되는 제품들보다 월등한 품질을 지녔다고 적었다. 소아시아 산 비단 의류의 경우 몽골인들이 공물로 요구할 정도였다. 이 비단은 안탈리아와 알라니아를 통해 콘스탄디누폴리, 알렉산드리아, 피사로 팔려나갔다.
룸 셀주크 왕국에서 처음 주화를 발행한 시기는 메수드 1세의 치세이다. 이 시점에서는 동화만이 발행되었고, 은화가 처음 등장한 것은 클르츠 아르슬란 2세의 시대이다. 금화의 경우 13세기에서야 발행되는데, 이전에는 동지중해에서 달러 역할을 수행하던 동로마의 금화 히페르피론을 사용했다.
한편, 룸 셀주크 군주들은 상업상 요충지를 지배하기 위해서도 노력을 기울였다. 1185년 경에는 아미소스를, 1214년에는 시노프를 정복하여 흑해 방면의 교역로를 확보했다. 안탈리아와 알라니아는 각각 1207년과 1222년에 정복하여 지중해 방면의 교역로 또한 확보했다. 뿐만 아니라, 당시 동지중해의 교역을 지배하던 베네치아나 키프로스 왕국과는 협약을 맺었다.
이처럼 교역의 발달에 신경을 쓴 결과, 시장과 그 거래에 부과된 세금은 룸 셀주크 지배자의 주요 수입원이 되었다. 생캉탱의 시몬은 시바스가 셀주크 술탄에게서 가지는 경제적 중요성을 강조했다. 셀주크인들은 소아시아 진입 초창기부터 그 중요성을 알고 있었다. 티레의 윌리엄이 남긴 기록이 그 사실을 잘 알려준다. 그에 따르면 클르츠 아르슬란 1세는 “헬레스폰트에서 타르수스까지 모든 지역을 통치한다고 주장했다. 그러면서 그는 각지에 대리인을 파견해서 각종 공물과 세금을 긁어모았다.”

### 경제
소아시아 중부의 고원지대는 중앙아시아와 이란으로 이어지는 초원지대의 연장이었다. 이 지역의 자연 환경은 가축을 키우는데 이상적인 환경이었기 때문에, 10세기 동로마의 지방유지들의 경제적 척추에 해당했다. 따라서, 튀르크멘 유목민들 역시 여기서 많은 이득을 보았다. 유목민들의 경제에 있어 가축의 중요성은 이루 말하기 어렵다. 가축들은 유목민의 의식주 모두를 책임졌다. 특히 중요한 가축은 말이었다. 아나톨리아 중부의 고원은 말을 사육하는데도 알맞았다. 당시 소아시아산 말의 명성이 얼마나 높았는지, 14세기 초반에는 카스타모누 지역에서 키운 말의 가격이 금화 1000닢이었을 정도였다. 알우마리는 이 가격에 대해 크게 놀라면서도, “카스타모누산 말을 한번이라도 본다면 그 가격에 납득할 수 밖에 없을 것”이라고 기록했다. 여기서 길러진 말은 병원기사단, 키프로스의 제노아, 크레타의 베네치아 등으로 팔려갔다.
튀르크멘 유목민들은 말 이외에도 다른 여러 가축을 길렀고, 시리아, 이라크, 이란 등지에 팔았다. 그런 한편 가축을 기르면서 생산한 치즈, 요구르트, 고기, 양모 그리고 가죽 등은 인근의 정주민들에게 팔았다. 또 다른 유목민들의 주요 생산품은 양모로 만들어진 킬림과 카페트였다. 나중에 유럽에서 크게 유명해질 튀르키예산 카페트는, 남쪽의 안탈리아와 서쪽의 발라트에서 라틴 상인들에게 팔렸다. 마르코 폴로는 특히 아크사라이의 카페트가 아름답다는 기록을 남겼다.
유목민의 경제활동에서 중요한 또 다른 요소는 약탈이다. 특히 이는 만지케르트 전투 직후 극심했으나, 룸 셀주크의 세력이 확대된 13세기 무렵에는 잦아들었다. 그러나 룸 셀주크의 쇠망기인 13세기 말부터는 다시 극심해졌다. 약탈의 또 다른 부산물은 유럽 노예였다. 기록에 따르면 1186년에는 킬리키아의 아르메니아인들 26,000명이 노예로 팔려나갔다. 1282년에 트랄레스가 함락되었을 때는 20,000명의 포로가 노예로 팔려갔다. 14세기 초에는 튀르크멘의 약탈이 하도 극심하여 해당 지역의 동로마 제국과 라틴 국가들의 고심하게 했다. 베네치아의 마리노 사누도 토르셀로에 따르면, 1331년 한해에 에게 해 섬들에서만 25,000명이 튀르크인들에게 잡힌 뒤에 노예로 팔려갔다.

## 문화

### 궁정문화의 발달
초창기 룸 셀주크 왕국에서는 왕실을 중심으로 한 문화 활동이 거의 이루어지지 않은 것 같다. 심지어는 모스크도 거의 지어지지 않았을 지경이다. 이 경향이 변화한 것은 클르츠 아르슬란 2세의 시대이다. 이 시기가 되면 수도 이코니온을 중심으로 모스크, 궁성, 왕실 영묘 등의 건축 활동의 흔적이 발견된다. 또한 페르시아어 문학 또한 클르츠 아르슬란의 후원으로 활달해졌다. 즉, 이 시기부터 소아시아는 문화적으로 이슬람 세계에 통합되기 시작한 것이다. 특히 이 경향은 1194년에 이라크 셀주크의 투그릴 3세가 죽은 뒤 더 강해진다. 이제 룸 셀주크 왕국만이 셀주크 제국의 유일한 생존자가 되었기 때문이다.
몽골 통치기 룸 셀주크 왕국에서는 왕실을 중심으로 한 문화 활동은 많이 줄었다. 그 대신 몽골 관료들이 소아시아에 모스크, 병원, 마드라사를 지었다. 이 덕분에 소아시아 도시의 이슬람화는 더욱 빠르게 진전되었다. 문예의 경우도 마찬가지이다. 이 시기 가장 활달한 문학 활동을 한 룸 셀주크의 관료 이븐 비비는 일칸국의 고위 관료인 아타 말리크 주바이니의 후원으로 작품활동을 했다. 이븐 비비의 저서는 비록 셀주크 왕조를 너무 미화했다는 단점이 있으나, 우리가 다룰 수 있는 거의 유일한 룸 셀주크 내부의 사료이다.

### 소아시아의 튀르크화
룸 셀주크 왕국의 인구 집단은 크게 3가지로 나눌 수 있다. 첫번째는 기독교도 인구이다. 이는 다양한 종파 및 종족 집단을 포함한 개념이다. 그리스계 기독교도들은 소아시아 서부에 주로 거주했다. 아르메니아계 기독교도들은 소아시아 동부에 주로 거주했다. 시리아계 기독교도들은 마르딘 등 소아시아 남부에 거주했다. 두번째 주요 인구 집단은 쿠르드계이다. 이들은 소아시아 동부와 동남 방면에 주로 거주했다. 쿠르드 사회는 부족적이었고, 그 주민 대부분은 목축을 생업으로 삼았다. 마지막 집단은 튀르크인으로, 대부분이 오우즈 계통에 속했기 때문에 튀르크멘이라 불렸다. 룸 셀주크 왕국의 역사 초기에 이들 튀르크 인구 대부분은 소아시아의 동부나 중부에 자리 잡아 유목 생활을 했다.
룸 셀주크 치하에서 소아시아는 지속적인 이슬람화와 튀르크화의 과정을 겪었다. 1256년, 룸 셀주크를 방문한 생캉탱의 시몬은 이 나라를 튀르키예(라틴어: Turquie regnum)라 불렀다. 이 기록은 튀르키예란 용어가 사용된 가장 초기의 용례에 속한다. 이는 본래 그리스와 아르메니아계 주민이 대다수를 차지하던 동로마 제국의 소아시아가 무슬림과 튀르크적 요소를 다수 함유한 아나톨리아로 변화하고 있음을 알려주는 지표이다.
룸 셀주크 왕국의 치하에서 일어난 소아시아의 튀르크화는 두 단계로 나누어서 설명할 수 있다. 첫 단계는 만지케르트 전투와 함께 시작되었다. 이 시기 튀르크멘들은 집단으로 소아시아로 이주하여 정착하기 시작했다. 서방 사료들은 프리드리히 바르바로사가 이코니온을 점령했을때, 소아시아가 튀르크화되었다며 이 지역을 튀르키예(라틴어: Turchia)라 불렀다. 이로 보아, 이시기 튀르크계 인구는 차츰 증가하여 인구적으로 다수가 되어가는 과정에 있었던 것으로 보인다. 두번째 시기는 몽골 침공기 이후이다. 이 시기에는 트란스옥시아나, 호레즘, 아제르바이잔 그리고 에란 지역에서 튀르크계인들이 들어왔다. 뿐만아니라, 몽골 침공을 피해 도시화된 튀르크인들 또한 소아시아로 망명하였다. 기본적으로 이 튀르크인들은 무슬림이었기 때문에, 소아시아의 튀르크화와 이슬람화는 동시에 진행되었다.

### 페르시아 문화의 부흥
셀주크 가문의 소아시아 통치기는 이 지역에 페르시아 문화가 확산되는데 크게 기여했다. 이는 오스만 제국의 문화에도 지울 수 없는 흔적을 남겼다. 특히 페르시아어는 당시 관료와 식자층에서 사랑받았다. 클르츠 아르슬란 2세의 시대 이후 룸 셀주크 왕국에서 작성된 문학의 대부분이 페르시아어 작품이었다. 12세기 들어 룸 셀주크 왕족들의 이름이 페르시아 문화권으로 변한 것도 이를 반영하고 있었다. 또, 14세기 소아시아의 튀르크 무슬림 공국들에서는 종교 용어 대부분이 페르시아어를 경유해 도입되었다.
그러나 이를 근거로 튀르크인들이 페르시아화되었다고 단정할 수는 없다. 튀르크어는 일상 생활에서 여전히 쓰였고, 구전 문학으로도 활용되었다. 뿐만 아니라 룸 셀주크 왕국 후반기가 되면 차츰 문학어로써도 사용되기 시작했다. 아흐메디 야세비와 쿠틉엣딘 하이다르를 필두로 하여 유누스 엠레, 호자 데하니, 셰이야드 함자, 아흐메드 파키흐 등은 13세기 이후 튀르크어로 문학활동을 하였다. 또한 카라만오을루 메흐메드 베이는 튀르크어를 공적 영역으로도 끌어왔다. 그는 궁정과 문학계 모두에서 튀르크어만이 쓰여야 한다고 선언했다.

### 건축 문화의 변혁
셀주크 시대에 이슬람 세계의 건축 유형과 건출 설계 구조에 혁신이 발생했다. 수도 이스파한에 세워진 셀주크 제국 최고의 모스크에는 중요한 두 가지 변화가 대표적으로 나타났다. 첫번째 변화는 두 개의 돔이 추가로 건설된 것이다. 그중 하나는 1072년에서 1075년 사이 미흐라브 전면에, 다른 하나는 1088년에 모스크 북쪽에 세워졌다. 돔들의 기능은 분명하지는 않지만, 두번째로 추가된 돔은 왕족의 예배실이나 담소를 나누는 방으로 쓰인 것 같다. 두번째는 1121년과 1122년 사이에 일어난 변화로, 본래 존재하던 두 개의 안뜰을 다시 나눈 것이다. 이와 같이 이완이 네 개인 설계 방식은 공간에서 새로운 교차 축을 건설하는 방식을 창출했다.
룸 셀주크인들은 돌을 주요 건축 재료로 사용했다. 특히 조각 기술의 섬세함과 부드러움이 눈에 띈다. 소아시아식 변혁의 핵심은 돔의 변이 부분에서 돔을 떠받치기 위해 밑의 사각형 구석에 작은 홍예를 설치하는 대신 돔 밑바닥 네 귀퉁이에 쌓아올리는 구면에 삼각 궁륭을 사용했다는 점이다. 또, 나중의 룸 셀주크 모스크에는 안뜰의 일부를 돔으로 덮음으로써 혹독한 기후에 대비했다. 많은 묘역과 병원, 카라반과 마드라사에도 이와 같은 변화가 적용되었다. 이 형식은 오스만 제국기 단일한 돔 모스크 양식의 바탕이 되었다.
룸 셀주크 건축
- 케이쿠바드 1세의 명령으로 지어진 크즐쿨레(1221년 ~ 1226년; 튀르키예, 알라니아)
- 케이쿠바드 1세의 치세에 세워진 술탄하느 카라반사라이(1229년 경; 튀르키예, 아크사라이)
- 하나바드 카라반사라이(1230년 경; 튀르키예, 차르닥)
- 룸 셀주크의 베이, 젤랄렛딘 카라타이가 지은 카라타이 메드레세(1251년; 튀르키예, 아크사라이)
- 사히브 아타 파흐렛딘 알리의 후원으로 지어진 인제 미나렐리 메드레세 (1270년 경; 튀르키예, 콘야)
- 케이휘스레브 3세의 재상 사히브 아타 파흐렛딘 알리의 후원으로 지어진 괵 메드레세 (1271년 완공; 튀르키예, 시바스)
- 케이쿠바드 1세의 딸, 후다반드 하툰의 후원으로 지어진 치프테 미나렐리 메드레세(1271년; 튀르키예, 에르주룸)
- 일칸국의 관료, 호자 야쿠트가 지은 야쿠티예 메드레세(1310년; 튀르키예, 아크사라이)

## 역대 술탄
- 쿠탈므쉬오을루 쉴레이만 (1077-1086) : 이즈니크에서 룸 술탄국의 창설
- 클르츠 아르슬란 1세 (1092-1107) : 콘야의 첫 번째 술탄, 십자군과 전쟁
- 멜리크샤 (1107-1116)
- 메수드 1세 (1116-1156)
- 클르츠 아르슬란 2세 (1156-1192)
- 케이휘스레브 1세 (1192-1196) : 첫 번째 재위
- 쉴레이만 샤 2세 (1196-1204)
- 클르츠 아르슬란 3세 (1204-1205)
- 케이휘스레브 1세 (1205-1211) : 두 번째 재위
- 케이카부스 1세 (1211-1220)
- 케이쿠바드 1세 (1220-1237)
- 케이휘스레브 2세 (1237-1246) : 케이휘스레브 2세의 죽음 이후 술탄국은 분열되어 1260년 클르츠 아르슬란 4세가 통일함
  - 케이카부스 2세 (1246-1260)
  - 케이쿠바드 2세 (1249-1257)
- 클르츠 아르슬란 4세 (1248-1265)
- 케이휘스레브 3세 (1265-1284)
- 메수드 2세 (1284-1296) : 첫 번째 재위
- 케이쿠바드 3세 (1298-1302)
- 메수드 2세 (1303-1308) : 두 번째 재위

### 가계
|  |  |                    |                    |                    |                    |                        |                        |                        |                        |                        |                        | 셀주크             |                    |                    |                    |  |  |                         |                         |                         |                         |                         |                         |  |  |                    |                    |                    |                    |                    |                    |  |  |  |  |  |  |  |  |  |  |  |  |  |  |  |  |
|  |  |                    |                    |                    |                    |                        |                        |                        |                        |                        |                        |                    |                    |                    |                    |  |  |                         |                         |                         |                         |                         |                         |  |  |                    |                    |                    |                    |                    |                    |  |  |  |  |  |  |  |  |  |  |  |  |  |  |  |  |
|  |  |                    |                    |                    |                    |                        |                        |                        |                        |                        |                        |                    |                    |                    |                    |  |  |                         |                         |                         |                         |                         |                         |  |  |                    |                    |                    |                    |                    |                    |  |  |  |  |  |  |  |  |  |  |  |  |  |  |  |  |
|  |  |                    |                    |                    |                    | 아르슬란 이스라일      | 아르슬란 이스라일      | 아르슬란 이스라일      | 아르슬란 이스라일      | 아르슬란 이스라일      | 아르슬란 이스라일      |                    |                    |                    |                    |  |  | 미하일                  | 미하일                  | 미하일                  | 미하일                  | 미하일                  | 미하일                  |  |  |                    |                    |                    |                    |                    |                    |  |  |  |  |  |  |  |  |  |  |  |  |  |  |  |  |
|  |  |                    |                    |                    |                    | 아르슬란 이스라일      | 아르슬란 이스라일      | 아르슬란 이스라일      | 아르슬란 이스라일      | 아르슬란 이스라일      | 아르슬란 이스라일      |                    |                    |                    |                    |  |  | 미하일                  | 미하일                  | 미하일                  | 미하일                  | 미하일                  | 미하일                  |  |  |                    |                    |                    |                    |                    |                    |  |  |  |  |  |  |  |  |  |  |  |  |  |  |  |  |
|  |  |                    |                    |                    |                    | 쿠탈므쉬               | 쿠탈므쉬               | 쿠탈므쉬               | 쿠탈므쉬               | 쿠탈므쉬               | 쿠탈므쉬               |                    |                    |                    |                    |  |  | 셀주크 제국             | 셀주크 제국             | 셀주크 제국             | 셀주크 제국             | 셀주크 제국             | 셀주크 제국             |  |  |                    |                    |                    |                    |                    |                    |  |  |  |  |  |  |  |  |  |  |  |  |  |  |  |  |
|  |  |                    |                    |                    |                    | 쿠탈므쉬               | 쿠탈므쉬               | 쿠탈므쉬               | 쿠탈므쉬               | 쿠탈므쉬               | 쿠탈므쉬               |                    |                    |                    |                    |  |  | 셀주크 제국             | 셀주크 제국             | 셀주크 제국             | 셀주크 제국             | 셀주크 제국             | 셀주크 제국             |  |  |                    |                    |                    |                    |                    |                    |  |  |  |  |  |  |  |  |  |  |  |  |  |  |  |  |
|  |  |                    |                    |                    |                    | 1. 쉴레이만 샤 1세     |                        |                        |                        |                        |                        |                    |                    |                    |                    |  |  |                         |                         |                         |                         |                         |                         |  |  |                    |                    |                    |                    |                    |                    |  |  |  |  |  |  |  |  |  |  |  |  |  |  |  |  |
|  |  |                    |                    |                    |                    |                        |                        |                        |                        |                        |                        |                    |                    |                    |                    |  |  |                         |                         |                         |                         |                         |                         |  |  |                    |                    |                    |                    |                    |                    |  |  |  |  |  |  |  |  |  |  |  |  |  |  |  |  |
|  |  |                    |                    |                    |                    | 2. 클르츠 아르슬란 1세 |                        |                        |                        |                        |                        |                    |                    |                    |                    |  |  |                         |                         |                         |                         |                         |                         |  |  |                    |                    |                    |                    |                    |                    |  |  |  |  |  |  |  |  |  |  |  |  |  |  |  |  |
|  |  |                    |                    |                    |                    |                        |                        |                        |                        |                        |                        |                    |                    |                    |                    |  |  |                         |                         |                         |                         |                         |                         |  |  |                    |                    |                    |                    |                    |                    |  |  |  |  |  |  |  |  |  |  |  |  |  |  |  |  |
|  |  |                    |                    |                    |                    |                        |                        |                        |                        |                        |                        |                    |                    |                    |                    |  |  |                         |                         |                         |                         |                         |                         |  |  |                    |                    |                    |                    |                    |                    |  |  |  |  |  |  |  |  |  |  |  |  |  |  |  |  |
|  |  | 3. 멜리크샤        | 3. 멜리크샤        | 3. 멜리크샤        | 3. 멜리크샤        | 3. 멜리크샤            | 3. 멜리크샤            |                        |                        | 4. 메수드 1세          | 4. 메수드 1세          | 4. 메수드 1세      | 4. 메수드 1세      | 4. 메수드 1세      | 4. 메수드 1세      |  |  |                         |                         |                         |                         |                         |                         |  |  |                    |                    |                    |                    |                    |                    |  |  |  |  |  |  |  |  |  |  |  |  |  |  |  |  |
|  |  | 3. 멜리크샤        | 3. 멜리크샤        | 3. 멜리크샤        | 3. 멜리크샤        | 3. 멜리크샤            | 3. 멜리크샤            |                        |                        | 4. 메수드 1세          | 4. 메수드 1세          | 4. 메수드 1세      | 4. 메수드 1세      | 4. 메수드 1세      | 4. 메수드 1세      |  |  |                         |                         |                         |                         |                         |                         |  |  |                    |                    |                    |                    |                    |                    |  |  |  |  |  |  |  |  |  |  |  |  |  |  |  |  |
|  |  |                    |                    |                    |                    |                        |                        |                        |                        | 5. 클르츠 아르슬란 2세 |                        |                    |                    |                    |                    |  |  |                         |                         |                         |                         |                         |                         |  |  |                    |                    |                    |                    |                    |                    |  |  |  |  |  |  |  |  |  |  |  |  |  |  |  |  |
|  |  |                    |                    |                    |                    |                        |                        |                        |                        |                        |                        |                    |                    |                    |                    |  |  |                         |                         |                         |                         |                         |                         |  |  |                    |                    |                    |                    |                    |                    |  |  |  |  |  |  |  |  |  |  |  |  |  |  |  |  |
|  |  |                    |                    |                    |                    |                        |                        |                        |                        |                        |                        |                    |                    |                    |                    |  |  |                         |                         |                         |                         |                         |                         |  |  |                    |                    |                    |                    |                    |                    |  |  |  |  |  |  |  |  |  |  |  |  |  |  |  |  |
|  |  |                    |                    |                    |                    | 6, 9. 케이휘스레브 1세 | 6, 9. 케이휘스레브 1세 | 6, 9. 케이휘스레브 1세 | 6, 9. 케이휘스레브 1세 | 6, 9. 케이휘스레브 1세 | 6, 9. 케이휘스레브 1세 |                    |                    |                    |                    |  |  | 7. 쉴레이만 샤 2세      | 7. 쉴레이만 샤 2세      | 7. 쉴레이만 샤 2세      | 7. 쉴레이만 샤 2세      | 7. 쉴레이만 샤 2세      | 7. 쉴레이만 샤 2세      |  |  |                    |                    |                    |                    |                    |                    |  |  |  |  |  |  |  |  |  |  |  |  |  |  |  |  |
|  |  |                    |                    |                    |                    | 6, 9. 케이휘스레브 1세 | 6, 9. 케이휘스레브 1세 | 6, 9. 케이휘스레브 1세 | 6, 9. 케이휘스레브 1세 | 6, 9. 케이휘스레브 1세 | 6, 9. 케이휘스레브 1세 |                    |                    |                    |                    |  |  | 7. 쉴레이만 샤 2세      | 7. 쉴레이만 샤 2세      | 7. 쉴레이만 샤 2세      | 7. 쉴레이만 샤 2세      | 7. 쉴레이만 샤 2세      | 7. 쉴레이만 샤 2세      |  |  |                    |                    |                    |                    |                    |                    |  |  |  |  |  |  |  |  |  |  |  |  |  |  |  |  |
|  |  |                    |                    |                    |                    |                        |                        |                        |                        |                        |                        |                    |                    |                    |                    |  |  |                         |                         |                         |                         |                         |                         |  |  |                    |                    |                    |                    |                    |                    |  |  |  |  |  |  |  |  |  |  |  |  |  |  |  |  |
|  |  | 10. 케이카부스 1세 | 10. 케이카부스 1세 | 10. 케이카부스 1세 | 10. 케이카부스 1세 | 10. 케이카부스 1세     | 10. 케이카부스 1세     |                        |                        | 11. 케이쿠바드 1세     | 11. 케이쿠바드 1세     | 11. 케이쿠바드 1세 | 11. 케이쿠바드 1세 | 11. 케이쿠바드 1세 | 11. 케이쿠바드 1세 |  |  | 8. 클르츠 아르슬란 3세  | 8. 클르츠 아르슬란 3세  | 8. 클르츠 아르슬란 3세  | 8. 클르츠 아르슬란 3세  | 8. 클르츠 아르슬란 3세  | 8. 클르츠 아르슬란 3세  |  |  |                    |                    |                    |                    |                    |                    |  |  |  |  |  |  |  |  |  |  |  |  |  |  |  |  |
|  |  | 10. 케이카부스 1세 | 10. 케이카부스 1세 | 10. 케이카부스 1세 | 10. 케이카부스 1세 | 10. 케이카부스 1세     | 10. 케이카부스 1세     |                        |                        | 11. 케이쿠바드 1세     | 11. 케이쿠바드 1세     | 11. 케이쿠바드 1세 | 11. 케이쿠바드 1세 | 11. 케이쿠바드 1세 | 11. 케이쿠바드 1세 |  |  | 8. 클르츠 아르슬란 3세  | 8. 클르츠 아르슬란 3세  | 8. 클르츠 아르슬란 3세  | 8. 클르츠 아르슬란 3세  | 8. 클르츠 아르슬란 3세  | 8. 클르츠 아르슬란 3세  |  |  |                    |                    |                    |                    |                    |                    |  |  |  |  |  |  |  |  |  |  |  |  |  |  |  |  |
|  |  |                    |                    |                    |                    |                        |                        |                        |                        | 12. 케이휘스레브 2세   |                        |                    |                    |                    |                    |  |  |                         |                         |                         |                         |                         |                         |  |  |                    |                    |                    |                    |                    |                    |  |  |  |  |  |  |  |  |  |  |  |  |  |  |  |  |
|  |  |                    |                    |                    |                    |                        |                        |                        |                        |                        |                        |                    |                    |                    |                    |  |  |                         |                         |                         |                         |                         |                         |  |  |                    |                    |                    |                    |                    |                    |  |  |  |  |  |  |  |  |  |  |  |  |  |  |  |  |
|  |  |                    |                    |                    |                    |                        |                        |                        |                        |                        |                        |                    |                    |                    |                    |  |  |                         |                         |                         |                         |                         |                         |  |  |                    |                    |                    |                    |                    |                    |  |  |  |  |  |  |  |  |  |  |  |  |  |  |  |  |
|  |  |                    |                    |                    |                    | 13. 케이카부스 2세     | 13. 케이카부스 2세     | 13. 케이카부스 2세     | 13. 케이카부스 2세     | 13. 케이카부스 2세     | 13. 케이카부스 2세     |                    |                    |                    |                    |  |  | 14. 클르츠 아르슬란 4세 | 14. 클르츠 아르슬란 4세 | 14. 클르츠 아르슬란 4세 | 14. 클르츠 아르슬란 4세 | 14. 클르츠 아르슬란 4세 | 14. 클르츠 아르슬란 4세 |  |  | 15. 케이쿠바드 2세 | 15. 케이쿠바드 2세 | 15. 케이쿠바드 2세 | 15. 케이쿠바드 2세 | 15. 케이쿠바드 2세 | 15. 케이쿠바드 2세 |  |  |  |  |  |  |  |  |  |  |  |  |  |  |  |  |
|  |  |                    |                    |                    |                    | 13. 케이카부스 2세     | 13. 케이카부스 2세     | 13. 케이카부스 2세     | 13. 케이카부스 2세     | 13. 케이카부스 2세     | 13. 케이카부스 2세     |                    |                    |                    |                    |  |  | 14. 클르츠 아르슬란 4세 | 14. 클르츠 아르슬란 4세 | 14. 클르츠 아르슬란 4세 | 14. 클르츠 아르슬란 4세 | 14. 클르츠 아르슬란 4세 | 14. 클르츠 아르슬란 4세 |  |  | 15. 케이쿠바드 2세 | 15. 케이쿠바드 2세 | 15. 케이쿠바드 2세 | 15. 케이쿠바드 2세 | 15. 케이쿠바드 2세 | 15. 케이쿠바드 2세 |  |  |  |  |  |  |  |  |  |  |  |  |  |  |  |  |
|  |  |                    |                    |                    |                    |                        |                        |                        |                        |                        |                        |                    |                    |                    |                    |  |  |                         |                         |                         |                         |                         |                         |  |  |                    |                    |                    |                    |                    |                    |  |  |  |  |  |  |  |  |  |  |  |  |  |  |  |  |
|  |  | 17. 메수드 2세     | 17. 메수드 2세     | 17. 메수드 2세     | 17. 메수드 2세     | 17. 메수드 2세         | 17. 메수드 2세         |                        |                        | 파라무르즈             | 파라무르즈             | 파라무르즈         | 파라무르즈         | 파라무르즈         | 파라무르즈         |  |  | 16. 케이휘스레브 3세    | 16. 케이휘스레브 3세    | 16. 케이휘스레브 3세    | 16. 케이휘스레브 3세    | 16. 케이휘스레브 3세    | 16. 케이휘스레브 3세    |  |  |                    |                    |                    |                    |                    |                    |  |  |  |  |  |  |  |  |  |  |  |  |  |  |  |  |
|  |  | 17. 메수드 2세     | 17. 메수드 2세     | 17. 메수드 2세     | 17. 메수드 2세     | 17. 메수드 2세         | 17. 메수드 2세         |                        |                        | 파라무르즈             | 파라무르즈             | 파라무르즈         | 파라무르즈         | 파라무르즈         | 파라무르즈         |  |  | 16. 케이휘스레브 3세    | 16. 케이휘스레브 3세    | 16. 케이휘스레브 3세    | 16. 케이휘스레브 3세    | 16. 케이휘스레브 3세    | 16. 케이휘스레브 3세    |  |  |                    |                    |                    |                    |                    |                    |  |  |  |  |  |  |  |  |  |  |  |  |  |  |  |  |
|  |  |                    |                    |                    |                    |                        |                        |                        |                        | 18. 케이쿠바드 3세     |                        |                    |                    |                    |                    |  |  |                         |                         |                         |                         |                         |                         |  |  |                    |                    |                    |                    |                    |                    |  |  |  |  |  |  |  |  |  |  |  |  |  |  |  |  |